# Lupe Ontiveros
Guadalupe Moreno, coneguda artísticament com a Lupe Ontiveros (El Paso, 17 de setembre del 1942 – Whittier, 26 de juliol del 2012) va ser una actriu estatunidenca d'origen mexicana de cinema i televisió. Ontiveros va actuar en nombroses pel·lícules i programes de televisió, sovint interpretant una criada o, més recentment, una àvia que tot ho sap.

## Biografia
Ontiveros va néixer com Guadalupe Lupe Moreno en El Paso, Texas, filla de Luz Lucita Castañón i Juan Moreno, de classe mitjana, immigrants mexicans que van superar la falta d'educació formal i eren amos d'una fàbrica de truites i dos restaurants en El Paso.
Es va graduar a l'escola secundària Pasadena High School, i va anar a estudiar a la Universitat de Dones de Texas a Denton (Texas), on va aconseguir una llicenciatura en treball social.
Ontiveros va ser educada com a catòlica.
Després del seu matrimoni, ella i el seu espòs es van traslladar a Califòrnia per realitzar el seu somni d'iniciar un negoci en l'automoció. Durant un període d'insatisfacció professional amb la seva carrera de servei social, Ontiveros tractava de decidir si tornava a l'escola per a un grau d'infermeria, quan va veure un article sobre la necessitat de "extres" en una pel·lícula local. Amb el suport del seu marit, va començar amb papers senzills i això li va valer una llarga i fructífera carrera en la pantalla.
Abans d'actuar, Ontiveros va treballar durant 18 anys com a treballadora social i va continuar com a activista amb moltes de les mateixes causes amb les quals va treballar en aquesta professió, com la prevenció de la violència domèstica i la seva concientización i prevenció de la sida, entre altres problemes de salut.
Ontiveros va morir víctima de càncer de fetge el 26 de juliol de 2012.

## Filmografia
Les seves pel·lícules més destacades són:
- 1976
  - Charlie's Angels.... Criada (1 episodi, 1976).
- 1977
  - The World's Greatest Lover.... Prostituta #2
  - Eight Is Enough.... Mariana (1 episodi, 1977).
  - Alice.... María Fernández /... (2 episodis, 1977).
- 1978
  - The White Shadow.... Sra. Gómez (3 episodis, 1978–1980).
  - Califòrnia Suite.... Cambrera - A l'hotel
  - The Boss' Són.... María
  - The Big Fix.... Criada
  - Soap.... Dama en l'aeroport (1 episodi, 1978).
- 1980
  - B. J. and the Bear.... Criada Mexicana (1 episodi, 1980).
  - Cheech & Chong's Next Movie.... Dona madura
- 1981
  - Zoot Suit.... Dolores
- 1982
  - The Border.... Madame en el prostíbul
  - American Playhouse (1 episodi, 1982).
- 1983
  - Hill Street Blues.... Sra. Uribe /... (3 episodis, 1981–1984).
  - El Nord.... Nacha
  - ABC Afterschool Special.... Sra. Núñez (1 episodi, 1983).
- 1984
  - Jessie.... Mary Velasco (1 episodi, 1984).
  - a.k.a. Pablo.... Sra. Álvarez (1 episodi, 1984).
  - 1985
  - Els Goonies.... Rosalita
  - Little Treasure.... Veu del supermercat #1
  - 1986
  - When the Bough Breaks (TV).... Cruz
  - Fame.... Sra. Castillo (1 episodi, 1986).
- 1987
  - I Married Daura (2 episodis, 1987).
  - Born in East L.A..... Mare de Rudy
  - The Rosary Murders.... Sofia
- 1988
  - Punky Brewster.... Sra. Aragón (1 episodi, 1988).
  - CBS Schoolbreak Special.... Sra. Rojas (1 episodi, 1988).
  - Who's the Boss?.... Margarita (1 episodi, 1988).
  - Hallmark Hall of Fame.... Remedios Acosta (1 episodi, 1988).
- 1989
  - Those She Left Behind (TV).... Rosa
- 1990
  - Gran eslam TV sèries.... Àvia Gómez (episodi desconegut).
- 1991
  - Great Performances.... Parranda (pastora) (1 episodi, 1991).
  - Dolly Dearest.... Camila
  - How Else Am I Supposed to Know I'm Still Alive?.... Lupe
- 1992
  - Universal Soldier.... Criada de Gregor
- 1995
  - La meva família (My Family).... Irene
- 1996
  - Caroline in the City.... Rosa (1 episodi, 1996).
  - Red Shoe Diaries (1 episodi, 1996).
- 1993
  - La carpa.... La Venedora
  - Dudley.... Marta (4 episodis, 1993).
  - Blood In, Blood Out......Carmen (traficant de drogues).
  - Rio Diable (TV).... Ducna
- 1997
  - Selena.... Yolanda Saldívar
- 1999
  - Candyman 3: Day of the Dead (V).... Àvia
  - Millor, impossible (As Good as It Gets).... Nora Manning
  - Veronica's Closet.... Louisa (4 episodis, 1997).
  - The Brave.... María
  - Dave's World.... Sra. del bingo (1 episodi, 1997).
- 2000
  - Strippers.... Missatge de crèdit
  - Trossets picants (Picking Up the Pieces).... Constància
  - Chuck & Buck.... Beverly Franco
  - The Egg Plant Lady.... Connie
- 2001
  - Storytelling.... Consolo ('No-ficció').
  - Gabriela.... Àvia Josie
  - L'olla
- 2002
  - Greetings from Tucson.... Magdalena (5 episodis, 2002–2003).
  - Mr. St. Nick (TV).... Tia Sofia
  - Resurrection Blvd..... Lupe (1 episodi, 2002).
  - Passionada.... Angélica Amonte
  - Pasadena.... Pilar (4 episodis, 2001–2002).
  - The Brothers García.... Avieta /... (3 episodis, 2000–2002).
  - Leap of Faith.... Lupe (1 episodi, 2002).
  - King of the Hill.... Anne (1 episodi, 2002).
  - Real Women Have Corbis.... Carmen García
- 2004:
  - Maya & Miguel.... Àvia Elena (1 episodi, 2004).
  - 30 Days Until I'm Famous (TV).... Rosa Moreno
- 2005:
  - Mind of Mencia.... Mare de Carlos (1 episodi, 2005).
  - Testing Bob (TV).... Secretària
  - Desperate Housewives.... Juanita Solís (6 episodis, 2004–2005).
- 2006:
  - A Girl Like Me: The Gwen Araujo Story (TV).... Mami
- 2008
  - Days of Wrath.... Anita
  - Weeds.... Nun (1 episodi, 2008).
  - Juan Frances: Live!.... Nena
- 2007:
  - Universal Signs.... Claire
  - This Christmas.... Rosie
  - Dark Mirror.... Grace
  - Cory in the House.... Mamà Martínez (2 episodis, 2007).
  - Truita Heaven.... Baladre
- 2009
  - Cap a la vida.... Soledad
  - Reaper.... Àvia de Ben (2 episodis, 2009).
  - Southland.... Marta Ruiz (1 episodi, 2009).
  - Crawlspace
- 2010
  - Our Family Wedding.... Mamà Cecilia
- 2011
  - Un chihuahua de Beverly Hills 2.... Sra. Cortez
- 2012
  - Rob!.... Avieta
  - Desperate Housewives.... Juanita Solís

## Premis i nominacions

### Nominacions
- 2005. Primetime Emmy a la millor actriu convidada en sèrie còmica per Desperate Housewives